# San Isidro (Surigao del Norte)
San Isidro è una municipalità di quinta classe delle Filippine, situata nella Provincia di Surigao del Norte, nella Regione di Caraga.
San Isidro è formata da 12 baranggay:
- Buhing Calipay
- Del Carmen (Pob.)
- Del Pilar
- Macapagal
- Pacifico
- Pelaez
- Roxas
- San Miguel
- Santa Paz
- Santo Niño
- Tambacan
- Tigasao